# Leon Roppolo
Leon Roppolo (Lutcher, 1902. március 16. – New Orleans, 1943. október 5.) amerikai klarinétos, szaxofonos, gitáros.

## Pályakép
Leon Roppolo született Lutcherben, Louisiana államban, a folyó közelében. Szicíliai származású családja 1912 körül New Orleans Uptown negyedébe költözött.
Roppolo első hangszere a hegedű volt. Rajongója volt a „marching bands” zenekaroknak, amelyek rendszeresen New Orleans utcáin vonultak. Klarinétozni szeretett volna. Egy idősebb rokona játszott ezen a hangszeren Papa Jack Laine Reliance Brass Bandjében.
Roppolo hamarosan már kiválóan játszott klarinéton, és barátaival, Paul Maresszel és George Brunies-szal játszott felvonulásokon, bulikon és Milneburgban a Pontchartrain-tó partján. 15 évesen lhagyta otthonát, együtt a Bee Palmer zenekarral, amely hamarosan a New Orleans Rhythm Kingsszé vált. A Rhythm Kings (King Oliver zenekara mellett) az 1920-as évek elején Chicago egyik legismertebb együttese lett.
A chicagói Rhythm Kings felbomlása után Roppolo és Paul Mares szerencsét próbáltak New Yorkban.
Roppolo és Mares ezután hazatért New Orleansba. Átalakították a Rhythm Kingst, és felvételeket készítettek. Ezt követően Roppolo más New Orleans-i zenekarokkal dolgozott, például a Halfway House Orchestra-val.
Roppolo egyre különcebb viselkedés és erőszakos indulatok hatalmasodtak el rajta. Ez végül túl sok volt a családjának, és Leon 1925-ben az állami elmegyógyintézetbe került.Egyes szerzők feltételezése szerint a szifilisztől halt meg; 41 éves korában, New Orleansban. A Greenwood temetőben nyugszik, közel a régi Halfway House épülethez, − ahol évekig játszott.
Roppolo játéka sok fiatal chicagói zenészre hatott, leginkább Benny Goodmanére.

## Zenekar

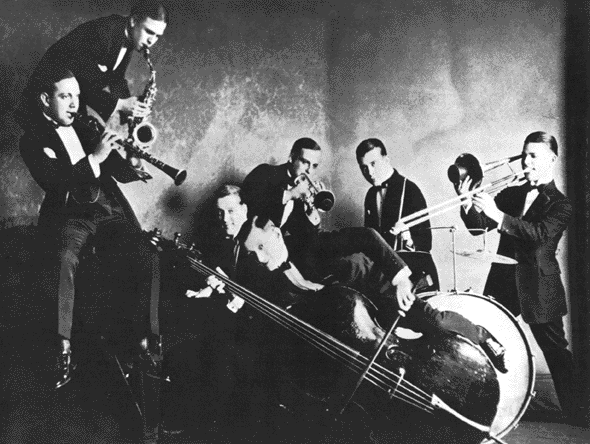
Balról jobbra: Leon Roppolo, Jack Pettis, Elmer Schoebel, Arnold Loyacano, Paul Mares, Frank Snyder, George Brunies; 1922

New Orleans Rhythm Kings

## Lemezek
- https://adp.library.ucsb.edu/index.php/mastertalent/detail/109946/Roppolo_Leon